# Николаева, Вера Семёновна
Вера Семёновна Николаева (9 октября 1925 года, Бжицкая, Юргинский район, Сибирский край, СССР — 21 июля 2011 года, Туринск, Свердловская область, Россия) — советский врач, организатор здравоохранения, Герой Социалистического Труда (1971), главный врач Туринской центральной районной больницы Свердловской области.

## Биография
Родилась 9 октября 1925 года в деревне Бжицкая Томского округа Сибирского края (ныне Юргинский район Кемеровской области) в крестьянской семье.
В 1942 году закончила семилетнюю школу в городе Топки Новосибирской области (ныне Кемеровской области). Затем в течение 8 месяцев обучалась в школе ФЗО по специальности «железнодорожник».
Свою трудовую деятельность начала путевым обходчиком на станции Болотная Томской железной дороги. В сентябре 1943 года была отправлена на восстановление Донбасса, работать путевым ремонтным рабочим на Южно-Донецкой железной дороге станции Ясиноватая Сталинской области.
Закончила 8-месячные курсы медицинских сестёр. С августа 1945 года по сентябрь 1947 года работала медицинской сестрой. Закончила вечернюю школу рабочей молодёжи (9-й и 10-й класс среднего образования). В 1948 году поступила в Сталинский медицинский институт имени М.Горького, который закончила в 1954 году по специальности «лечебное дело». По распределению была направлена врачом-хирургом в Туринскую центральную районную больницу Свердловской области. В 1954—1959 годах была врачом хирургического отделения Туринской ЦРБ, с июля 1959 года по 1974 год — главный врач больницы и врач-хирург. В 1974—1994 годах судебно-медицинский эксперт Свердловского областного судебно-медицинского бюро в Туринске. В 1994 году вышла на пенсию.
Вера Семёновна была членом КПСС, депутатом Свердловского областного и Туринского районного Советов депутатов трудящихся, членом исполкома Туринского районного Совета.
Скончалась 21 июля 2011 года и была похоронена на городском кладбище Туринска.

## Награды
За свои достижения была награждена:
- 02.12.1966 — орден Трудового Красного Знамени;
- 08.04.1971 — звание Герой Социалистического Труда с золотой медалью Серп и Молот и орден Ленина «за большие заслуги в большие заслуги в области охраны здоровья советского народа».